# ECW Guilty as Charged

Logo de Guilty as Charged.

Guilty as Charged est un ancien pay-per-view de catch organisé par la Extreme Championship Wrestling. L'édition de 2001 était le dernier PPV de la ECW avant sa fermeture.

## Résultats

### 1999
Guilty as Charged 1999 s'est déroulé le 10 janvier 1999 au Millenium Theatre de Kissimmee, Floride.
- The Hardcore Chair Swingin' Freaks (Axl Rotten et Balls Mahoney) def. The F.B.I. (Little Guido et Tracy Smothers), et Danny Doring et Amish Roadkill dans un Three-Way Dance (10:43)
  - Smothers et Guido ont effectué le tombé sur Doring (8:15)
  - Rotten a effectué le tombé sur Guido et Mahoney sur Smothers (10:43)
- Yoshihiro Tajiri def. Super Crazy (11:37)
  - Tajiri a effectué le tombé sur Crazy.
- Sid Vicious def. John Kronus (1:31)
  - Vicious a effectué le tombé sur Kronus.
- The Dudley Boyz (Buh Buh Ray et D-Von) def. New Jack et Spike Dudley (10:01)
  - Spike a subi le compte de trois.
- Rob Van Dam def. Lance Storm pour conserver le ECW World Television Championship (18:50)
  - Van Dam a effectué le tombé sur Storm.
- Justin Credible (w/ Jazz) def. Tommy Dreamer dans un Stairway to Hell Ladder match (18:45)
  - Credible a effectué le tombé sur Dreamer après que Terry Funk venait et frappait Dreamer avec une poubelle.
- Taz def. Shane Douglas pour remporter le ECW World Heavyweight Championship (22:15)
  - Taz l'emportait par KO.

### 2000
Guilty as Charged 2000 s'est déroulé le 9 janvier 2000 au Boutwell Auditorium de Birmingham, Alabama.
- Dark match: Bill Whiles def. Tom Marquez
- C.W. Anderson (w/Lou E. Dangerously) def. Mikey Whipwreck (4:41)
  - Anderson a effectué le tombé sur Whipwreck après un Anderson Spinebuster.
- Danny Doring, Amish Roadkill et Simon Diamond def. Nova, Kid Kash et Jazz (9:58)
  - Roadkill a effectué le tombé sur Chris Chetti après un Amish Splash.
  - Chris Chetti venait aider Nova après que Jazz, Diamond, et Kid Kash le tabassait.
- Yoshihiro Tajiri et Super Crazy def. Little Guido et Jerry Lynn (12:37)
  - Tajiri a effectué le tombé sur Lynn après un Brainbuster.
- Angel def. New Jack (8:48)
  - Angel a effectué le tombé sur New Jack après l'avoir frappé avec une pelle.
- Rob Van Dam def. Sabu pour conserver le ECW World Television Championship (14:40)
  - Van Dam a effectué le tombé sur Sabu après un Five-Star Frog Splash.
  - Bill Alfonso était au bord du ring depuis qu'il était le manager des deux hommes.
- The Impact Players (Lance Storm et Justin Credible) (w/Dawn Marie) def. Tommy Dreamer et Raven (w/Francine) pour remporter le ECW Tag Team Championship (10:38)
  - Credible a effectué le tombé sur Raven après un That's Incredible!.
- Mike Awesome def. Spike Dudley pour conserver le ECW World Heavyweight Championship (14:22)
  - Awesome a effectué le tombé sur Dudley après un Awesome Bomb de la troisième corde à travers une table.

### 2001
Guilty as Charged 2001 s'est déroulé le 7 janvier 2001 au Hammerstein Ballroom de New York, New York. C'était le dernier PPV diffusé par la ECW avant sa fermeture deux mois plus tard.
- Dark match: Bilvis Wesley def. Mike Bell
  - Wesley a effectué le tombé sur Bell.
- Cyrus et Jerry Lynn def. Christian York et Joey Matthews (2:41)
  - Cyrus a effectué le tombé sur Matthews après que Lynn portait Matthews dans un Cradle Piledriver.
- Danny Doring et Amish Roadkill def. Hot Commodity (Julio Dinero et EZ Money) pour conserver le ECW Tag Team Championship (10:06)
  - Doring a effctué le tombé sur Dinero.
- Nova def. Chris Hamrick(5:30)
  - Nova a effectué le tombé sur Hamrick après un Kryptonite Krunch.
- Tommy Dreamer def. C.W. Anderson dans un "I Quit" match (14:11)
  - Anderson abandonnait, Dreamer ayant râpé la face d'Anderson sur une table.
- The Unholy Alliance (Yoshihiro Tajiri et Mikey Whipwreck) def. Kid Kash et Super Crazy et The F.B.I. (Little Guido et Tony Mamaluke) (w/Sal E. Graziano) dans un Three-Way Dance (13:31)
  - Mamaluke a effectué le tombé sur Kash après un Big Splash de Graziano.
  - Whipwreck et Tajiri ont effectué le tombé sur Guido avec une Double Tiger Suplex pour devenir aspirants numéro un au ECW Tag Team Championship (13:31)
- Simon Diamond et Swinger (w/Dawn Marie, The Blue Boy, et Jasmin St. Claire) ont combattu Balls Mahoney et Chilly Willy pour un match nul (0:48)
  - Le match prenait fin après l'attaque de Rhino sur les quatre catcheurs.
- The Sandman def. Steve Corino (c) et Justin Credible (w/Francine) dans un Three-Way Tables, Ladders, Chairs and Canes match pour remporter le ECW World Heavyweight Championship (13:20)
  - Sandman a décroché la ceinture pour remporter le match.
- Rhino def. The Sandman pour remporter le ECW World Heavyweight Championship (1:00)
  - Rhino a effectué le tombé sur Sandman après un Piledriver à travers une table brisée.
- Rob Van Dam def. Jerry Lynn (w/Cyrus) (19:30)
  - Van Dam a effectué le tombé sur Lynn après un Van Terminator alors que Joel Gertner tenait la chaise.